# Triteleia (insekter)
Triteleia är ett släkte av steklar. Triteleia ingår i familjen Scelionidae.

## Dottertaxa tillTriteleia, i alfabetisk ordning[1]
- Triteleia acculta
- Triteleia asperitas
- Triteleia atrella
- Triteleia augusta
- Triteleia caelebs
- Triteleia caerulea
- Triteleia dagavia
- Triteleia discissa
- Triteleia distincta
- Triteleia dubia
- Triteleia duris
- Triteleia extensa
- Triteleia fissilis
- Triteleia fuscicorpus
- Triteleia gigantea
- Triteleia gloriana
- Triteleia illustris
- Triteleia infusa
- Triteleia insignis
- Triteleia japonica
- Triteleia ladona
- Triteleia lagunica
- Triteleia longiventris
- Triteleia metatarsalis
- Triteleia minor
- Triteleia minoria
- Triteleia nigriscapa
- Triteleia nixoni
- Triteleia pallipes
- Triteleia persimilis
- Triteleia punctaticeps
- Triteleia regalis
- Triteleia solita
- Triteleia striolata
- Triteleia valida
- Triteleia velicana
- Triteleia violacea